# ساتيا رودس كونواي
ساتيا رودس كونواي (بالإنجليزية: Satya Rhodes-Conway) (من مواليد 3 نوفمبر 1971) هي سياسية أمريكية. كانت عضوًا في مجلس ماديسون المشترك بين عامي 2007 و 2013. ٱنتخبت رودس كونواي في عام 2019 كرئيسة بلدية ماديسون بولاية ويسكونسن. وهي أول امرأة مثلية الجنس وأول شخص من مجتمع المثليين يتم انتخابها لهذا المنصب، وثاني امرأة فقط تشغل هذا المنصب. تعيش ساتيا رودس كونواي مع شريكتها أيمي كلوسماير في علاقة مثلية منذ عام 2009.

## النشأة والمسيرة المهنية
وُلدت ساتيا رودس كونواي عام 1971، في إسبانيولا، نيو مكسيكو ونشأت في إثاكا، نيويورك. التحقت بكلية سميث وحصلت على درجة الدكتوراه من جامعة كاليفورنيا، إرفاين. انتقلت رودس كونواي إلى ماديسون بولاية ويسكونسن حوالي عام 2000. عملت في مركز الموارد البيئية بالولاية كمساعدة أول في مركز جامعة ويسكونسن لاستراتيجية ويسكونسن، وعملت في العديد من اللجان البلدية كرئيسة لجنة التخطيط المخصصة لقطار المترو بعيد المدى، وعضو اللجنة الفرعية للجنة البيئة. أصبح رودس كونواي المدير الإداري لمشروع رئاسة البلدية والابتكار بجامعة ويسكونسن-ماديسون في عام 2005.

## الحياة السياسية
تمت مساندة رودس كونواي من قبل حزب الخضر في الولايات المتحدة، حزب داين التقدمي والحزب الديمقراطي في المناصب السياسية. بدأت حملتها للحصول على مقعد بريان بينفورد الشاغر في مجلس ماديسون المشترك في ديسمبر 2006، وكانت واحدة من تسعة أعضاء جدد تم انتخابهم لمجلس ماديسون المشترك في عام 2007. أعلنت رودس كونواي في نوفمبر 2012 أنها لن تترشح لإعادة انتخابها، وتنحت عن المنصب عند نهاية ولايتها الثالثة في أبريل 2013. وخلفها فيه لاري بالم.

## انتخابات رئاسة البلدية 2019
أعلنت رودس كونواي أنها سترشح نفسها لمنصب رئيس البلدية في مايو 2018. كانت هي ورئيس البلدية الحالي بول سوغلين أكثر المتنافسين حصولا على الأصوات في الانتخابات التمهيدية التي عقدت في 19 فبراير 2019. كانت الانتخابات التمهيدية لرئاسة البلدية لعام 2019 هي الأغلى في ماديسون، حيث جمع ستة مرشحين ما مجموعه 453,365 دولارًا؛ تم جمع 83,331 دولارًا من هذا الإجمالي من خلال حملة رودس كونواي. احتلت رودس كونواي المركز الثاني، بفارق 323 صوتًا خلف سوغلين، لتتقدم إلى الانتخابات العامة.
ركزت حملة رودس كونواي على قائمة قصيرة من القضايا، بما في ذلك جلب النقل السريع بالحافلات إلى ماديسون وزيادة المعروض من المساكن بأسعار معقولة ومكافحة تغير المناخ وتعزيز المساواة العرقية. جاء دعم حملة رودس كونواي خلال الانتخابات التمهيدية من الأحياء إسموث والأحياء المجاورة. شملت المناظرات بين رودس كونواي وسوغلين عددًا من الموضوعات، بما في ذلك الإسكان الميسور الاقتصاد البلدي والسلامة العامة والشرطة. حصلت رودس كونواي على دعم من عضوة جمعية ولاية ويسكونسن تيريز بيرسو ورئيس السلطة التنفيذية لمقاطعة داين جو باريزي. وتمت مساندتها لاحقًا من قبل مجلس تحرير مجلة ولاية ويسكونسن ووصيفة كاردينال تايمز وصحيفة كابيتال تايمز وصحيفة ديلي كاردينال. جمعت رودس كونواي طوال الحملة أموالًا أكثر من سوغلين، وأنفقت أكثر منه على النفقات. أنفق كريس أبيل المدير التنفيذي لمقاطعة ميلووكي 47,000 دولار على المراسلات الداعمة لمطلب لرودس كونواي رئاسة البلدية، وهو مبلغ وصفته جريدة ولاية ويسكونسن بأنه «غير عادي، إن لم يكن غير مسبوق» بسبب أصله خارج مقاطعة داين.
هزمت رودس كونواي سوغلين في انتخابات 2 أبريل 2019، وحققت فوزًا بأكثر من 61% من الأصوات. كان إقبال الناخبين 36% تقريبًا. كان فوز رودس كونواي الانتخابي مدفوعًا بهوامش كبيرة في إسنوث، والجانب الشرقي الأدنى، والجانب الغربي. تمكنت من قلب الأصوات في الجانب الشرقي الأدنى، والجانب الغربي، وهي أجزاء من المدينة صوتت سابقًا لصالح سوغلين. وهي ثاني امرأة يتم انتخابها لمنصب عمدة ماديسون وأول شخص من مجتمع المثليين يتم انتخابها لهذا المنصب. تم انتخاب لوري لايتفوت كرئيسة بلدية شيكاغو في نفس اليوم الذي فازت رودس كونواي بانتخابات رئاسة بلدية ماديسون. صرحت رئيسة البلدية السابقة لهيوستن أنيس باركر بأن كلا الانتصارين «يتركنا في وضع جيد لجعل عام 2019 عام رئيسات البلديات المثليات.»

### رئاسة البلدية
تم افتتاح رودس كونواي كرئيسة بلدية ماديسون في 16 أبريل 2019. وعقدت في أول يوم لها كرئيسة للبلدية مؤتمرًا صحفيًا مشتركًا مع رئيس السلطة التنفيذية لمقاطعة داين جو باريزي للإعلان عن اتفاقية صيانة وإعادة إعمار طريق باكآي. وهو الأمر الذي لم يتمكن باريزي من العمل مع رئيس البلدية السابق سوغلين في الأشهر التي سبقت الانتخابات.

#### الجدل حول الرد على احتجاجات 2020
انتشرت الاحتجاجات في جميع أنحاء الولايات المتحدة ابتداءً من مايو 2020 ردًا على مقتل جورج فلويد. بدأت الاحتجاجات في ماديسون في 30 مايو. بدت رودس كونواي مؤيدة للمظاهرات في البداية قائلة «كان من الواجب أن يكون جورج فلويد على قيد الحياة الليلة، وحقيقة أنه ليس كذلك هي مأساة أمريكية ... أريد أيضًا أن أقول إنني أتفق تمامًا مع المتظاهرين الذين كانوا حول ساحة الكابيتول وهنا أمام هذا المبنى في وقت سابق اليوم. أتفق مع رسالتهم، وأنا أتفق مع حقهم في الاحتجاج وأوافق على كيفية احتجاجهم اليوم بشكل حازم وسلمي».
ولكن تصاعدت التوترات بعد تعرض المتظاهرين للغاز المسيل للدموع من قبل الشرطة في الليلة الأولى من المظاهرات. أصدر العديد من أعضاء المجلس البلدي لماديسون بيانًا يدين إطلاق الغاز المسيل للدموع على المتظاهرين.
أعلنت رودس كونواي في اليوم التالي حالة الطوارئ وفرض حظر تجول الساعة 9:30 مساءً على منطقة إسموثس بالمدينة، قائلة «أريد أن أوضح أن هذا رد على عدد من الأشخاص الذين يعرضون أنفسهم والآخرين للخطر من خلال تحطيم الزجاج وتدمير الممتلكات والانخراط في عمليات نهب واسعة النطاق ومنهجية للشركات المحلية».
أصدرت العديد من شركات «شارع الولاية» بيانات دعمًا للاحتجاجات على الرغم من تركيز رئيسة البلدية على الأضرار التي لحقت بالممتلكات.
أصدرت رودس كونواي في 3 يونيو مقطع فيديو محميًا بكلمة مرور مخصصًا فقط لمشاهدته من قبل أعضاء قسم شرطة ماديسون؛ ولكن تم تسريب الفيديو للجمهور. صرحت رودس كونواي في الفيديو "لابد أنكم مرهقون. أعلم أنني كذلك، وأنكم تواجهون موقفًا أكثر صعوبة مما أنا عليه الآن. لا بد أنه من المثير للغضب أن تقف في عتاد ثقيل بالخارج أثناء الاستماع إلى الناس يهينون باستمرار المهنة التي اخترتها ... أنتم لستم كما يصفكم المتظاهرون. أعلم ذلك ... لقد كنت شديدة التركيز على مهمة معالجة مخاوف مجتمعنا لدرجة أنني لم أتذكر أنكم بحاجة إلى التقدير والاستحقاق.»
تم تسريب الفيديو على ما يبدو من قبل مجموعة الفيسبوك «نحن نساند مع قسم شرطة ماديسون» الغاضبة من عدم اتخاذ رودس كونواي موقفًا علنيًا لدعم الشرطة. تعرضت رودس كونواي بعد تسريب الفيديو أيضًا لانتقادات من مؤيدي الاحتجاجات، الذين انزعجوا من التنافر بين تصريحاتها العلنية وتصريحاتها الخاصة.
اعتذرت رودس كونواي عن التصريحات التي وردت في الفيديو المسرب، قائلة: «حياة السود مهمة. أنا أؤمن بشدة بهذا، ومع ذلك فشلت في التركيز على هذا في رسالتي إلى قسم الشرطة ... أدرك أنني ربما أكون قد تسببت في ضرر لا يمكن إصلاحه مع أفعالي، وأدرك أيضًا أنني ربما فقدت أي ثقة لدي بشكل دائم».
رداً على عدم قدرة رئيس البلدية على اتخاذ موقف حازم بشأن الاحتجاج تم إطلاق جهود سحب في عام 2020. ولكنها فشلت في جمع ما يكفي من التوقيعات في الإطار الزمني المخصص.

## الحياة الشخصية
عملت أم ساتيا رودس كونواي آن رودس كفنانة، وعمل والدها بوب كونواي كمدير للمجموعات الفنية. تطلق والداها عندما كانت في الخامسة من عمرها، وأعلنت والدتها فيما بعد على أنها مثلية الجنس. تعيش ساتيا رودس كونواي مع شريكتها أيمي كلوسماير في علاقة مثلية منذ عام 2009.